# Wilhelm Vittali
Wilhelm Vittali (* 28. Mai 1859 in Donaueschingen; † 20. Dezember 1920 in Karlsruhe) war ein deutscher Architekt. Er gilt neben Hermann Billing, mit dem er fünf Jahre in einer Bürogemeinschaft zusammenarbeitete, als einer der bedeutendsten Hotelarchitekten und Vertreter des Jugendstils in Baden-Baden, Karlsruhe und Südwestdeutschland.

## Leben

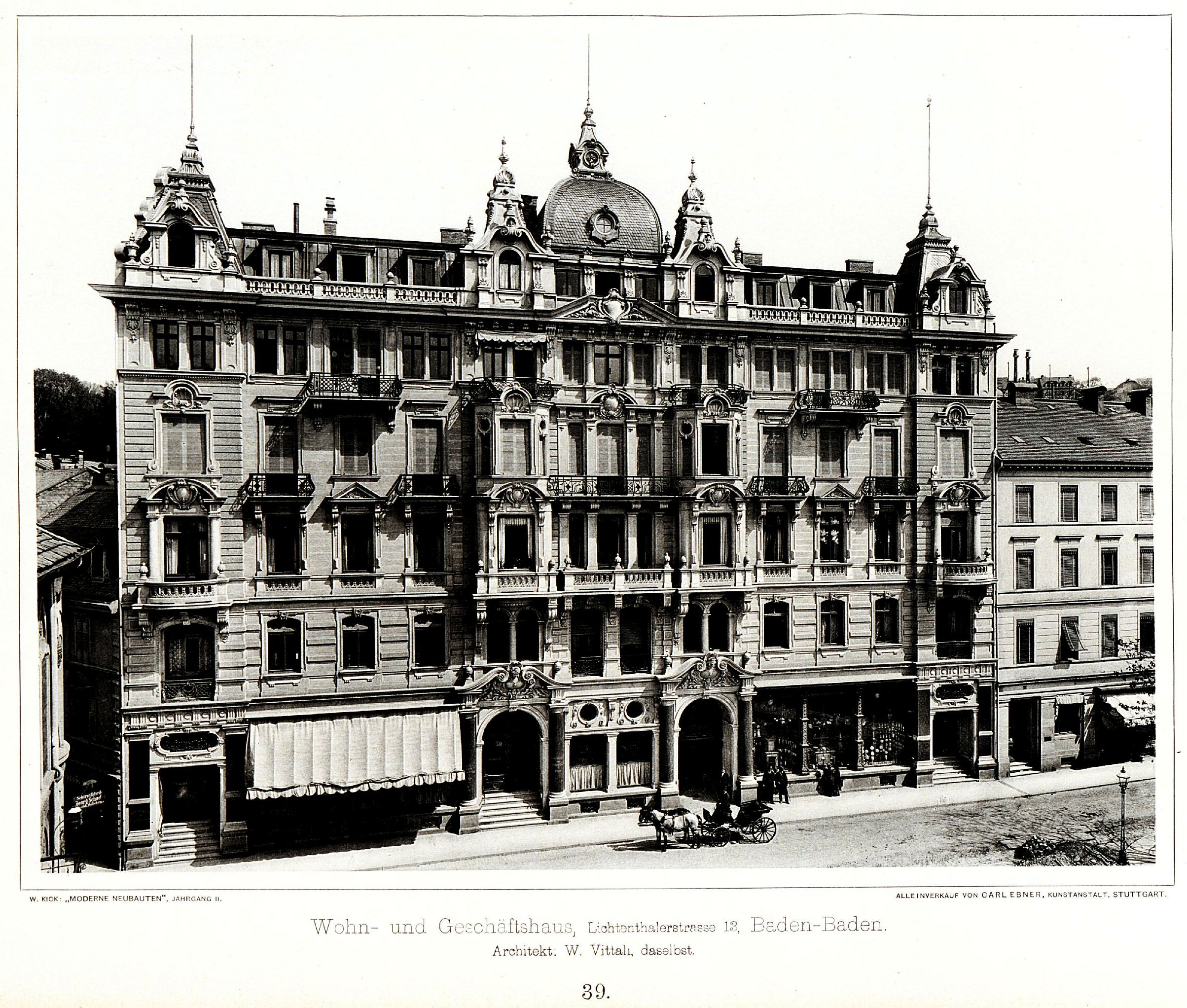
Das „Goldene Kreuz“ in Baden-Baden

Vittali besuchte das Gymnasium in Donaueschingen. Nach dem Architekturstudium an der École des Beaux-Arts in Paris erhielt Vittali seine erste Anstellung in der Generaldirektion der Badischen Staatseisenbahnen in Karlsruhe. Dort war er unter anderem für den Bau der Bahnhöfe der Höllentalbahn zuständig. Von 1890 bis 1905 arbeitete er als freier Architekt in Baden-Baden. In dieser Zeit entstanden in der Stadt mehr als 50 Wohn- und Geschäftshäuser, deren prominentestes Beispiel das „Goldene Kreuz“ in der Lichtentaler Straße 13 ist.
Aus der von 1905 bis 1910 dauernden Partnerschaft mit dem Karlsruher Architekten Hermann Billing (1867–1946) gingen zahlreiche meist im Jugendstil gehaltene Bauwerke hervor. Zu ihnen gehören die Kunsthalle Baden-Baden und das Krematorium auf dem Hauptfriedhof Baden-Baden. 1910 machte Vittali sich in Karlsruhe selbständig, wo er zahlreiche anspruchsvolle Wohnhäuser entwarf. 1912 erhielt sein Wettbewerbsentwurf für die Bebauung des Bahnhofplatzes den ersten Preis. Zur Ausführung gelangte das 1913 bis 1914 erbaute Schlosshotel am Bahnhofsplatz.
Vittali hatte sich schon früh einen Ruf als Spezialist für Hotel- und Sanatoriumsbauten erworben. Von 1888 bis 1920 entstanden vor allem im südwestdeutschen Raum und im Elsass zahlreiche repräsentative Beherbergungsbetriebe. Zu ihnen gehören das Hotel Waldlust in Freudenstadt, das Hotel Royal in Metz, der Fürstenhof in Bad Wildungen, das Hotel Bad Schachen in Lindau, das Staatliche Kurhaus in Bad Ems und das Inselhotel in Konstanz.

## Bauten und Entwürfe

### Baden-Baden
- 1890: Hotel Bellevue
- 1891–93: Wohn- und Geschäftshaus „Goldenes Kreuz“
- 1892: Hotel Tanneck
- 1895–99: Brenners Parkhotel, Villa Augusta
- 1901: Villa Vittali, Bismarckstraße 23
- 1902–03: Wohnhäuser Rheinstraße 21 und Uhlandstraße 1
- 1903: Villa Maurer, Vincentistraße 21–23 (mit Hermann Billing)
- 1905: Sanatorium Heinsheimer (mit Hermann Billing)
- 1907–09: Kunsthalle (mit Hermann Billing),
- 1909: Krematorium Stadtfriedhof (mit Hermann Billing)
- Grand Hotel Messmer (nicht erhalten)
- Hof von Holland

### Karlsruhe
- 1911: Wohnhäuser Reinhold-Frank-Straße
- 1911–12: Wettbewerbsentwurf Bebauung Bahnhofplatz (1. Preis)
- 1913–14: Schlosshotel Karlsruhe
- 1911–15: Stadtgarteneinfriedung und Anschlussbauten (Schlosshotel, Postamt, Bahnpost am Bahnhofplatz)
- 1912: Villa Heinsheimer, Heidelberg (mit Hermann Billing)
- 1913/14: Wohnhäuser in Karlsruhe (Villa Starck, Kantstraße 1a, Bahnhofstraße 46, Poststraße 8, Am Stadtgarten 1–5, Ettlinger Straße 12)
- 1913–15: Postamt 2, Poststraße 1
- 1913–19: Architekturrahmen des Karl-Schnetzler-Denkmals (Büste von Otto Feist)

### Andere Standorte
- 1887–89: Bahnhöfe der Höllentalbahn
- 1895: Burghotel Kirneck, Unterkirnach
- 1902: Hotel Fürstenhof, Bad Wildungen
- 1902: Hotel Waldlust, Freudenstadt
- 1903–05: Hotel Royal, Metz (mit Hermann Billing)
- 1907: Wohnhaus Avenue Foch 5, Metz
- 1909–11: Sparkasse Donaueschingen
- 1910: Hotel Bad Schachen, Lindau
- 1912–13: Kurhaus, Bad Ems
- 1920: Inselhotel Konstanz